# Polia
Polia (AFI: /poˈli.a/; Pulìa in calabrese) è un comune italiano di 783 abitanti della provincia di Vibo Valentia, in Calabria. Sorse in epoca medievale come borgo greco-bizantino.

## Geografia fisica

### Territorio
Il comune è diviso in quattro frazioni: Cellia, sede del palazzo municipale, Poliolo, Trecroci e Menniti. Inoltre sono presenti le contrade di Faldella, Lia e Piano Bosco. Polia era sede di uno stabilimento di acqua oligominerale denominata Certosa.
I principali corsi d'acqua sono le fiumare Canace, Vicenza, Santoro, Reschia e Milo, oltre a molti altri secondari. Nella fiumara Milo importante è la scoperta della presenza della woodwardia radicans.

### Clima
Il clima di Polia, è un clima tipicamente mediterraneo, con inverni miti,ed estati calde, umide ed afose.
Nella stagione invernale le temperature si aggirano tra i 5 e i 14 °C, e raramente esse scendono sotto lo zero. Nella stagione estiva le temperature massime si aggirano tra i 30 e i 34 °C, con picchi di 36-38 °C. Le nevicate sono molto rare e di debole intensità.

## Origini del nome
Il nome del paese deriva dal greco polis πόλις, città.
L’antica Polia, identificata con la parte bassa di Trecroci, fu colonizzata dai Greci tra il 750 a.C. e il 525 a.C., il cui nome deriva da Polis, più inverosimilmente da Polieno, da Atena Poliade o da Polieion. In quest’epoca Polia raggiunse una grande prosperità, principalmente per la sua privilegiata posizione geografica, trovandosi nel punto più stretto della penisola calabrese e veniva toccata da una delle poche strade che congiungevano i paesi del versante ionico con quelli del mar Tirreno.
Nei primi decenni del 1100 Polia fu data in feudo ad un barone normanno che nella parte bassa del paese, più esposta alle insidie nemiche, oltre che dal muro di cinta, era difesa da un profondo fossato, dove ancora oggi la località è detta “Fossi”. Della baronia di Polia faceva parte il villaggio di Poliolo, paese anch'esso antichissimo, fondato in epoca romana. A seguito de terremoto del 1783 gli abitanti di Polia e Poliolo si rifugiarono nelle contrade di Cellia (Prajì) e Menniti (Caría). Essendo le chiese andate distrutte o quasi, gli abitanti della distrutta Polia piantarono nella parte alta del paese tre gigantesche croci di ulivo, dove si raccoglievano per pregare, intorno al sacerdote, nei giorni festivi. Da qui il nome Trecroci, ancora in uso.

## Storia
Le grotte trogloditiche
La presenza della prima tribù di uomini primitivi è confermata nel luogo dove poi sorse l’antica Polia, e quindi il villaggio Trecroci, e abitò nelle numerose grotte con la caratteristica entrata a bocca di forno, che esistono ancora nelle pareti tufacee della collina. Lo stazionamento dei cavernicoli a Polia ci viene confermato dai manufatti di selce, affiorati qua e là in gran numero a seguito dei frequenti sconvolgimenti sismici che hanno sconquassato il territorio. Ritrovamenti fittili e metallici, conservati al Museo Provinciale di Catanzaro ed al Museo Nazionale di Napoli documentano il periodo della civiltà del ferro. Nel 1920, in una tomba venuta alla luce casualmente, furono rinvenute due lame ed una fibula di bronzo, una cuspide di ferro, una scodella di terracotta a due anse ed una ceramica zoomorfa.
I mulini
Anticamente a Polia i mulini ad acqua rappresentavano una vera e propria industria. Erano ben quattordici ed appartenevano, quasi tutti, alle famiglie facoltose del posto; lavoravano in continuazione perché la popolazione era in gran parte contadina. Trasformavano il grano, il granturco, l'orzo, le fave, i ceci, i lupini per nutrire anche gli animali. Sorgevano nei pressi dei fiumi. Quel tipo di mulino si adottava bene al posto, caratterizzato da forti dislivelli naturali e da abbondanti acque veloci. Un mulino poteva macinare circa 200 kg di grano l'ora.
Ad oggi rimangono alcune testimonianze a ricordo di un’epoca passata.
Gli antichi mestieri
L'artigianato nel recente passato ha rappresentato la più importante forma di sostentamento per la popolazione di Polia, insieme all’agricoltura.
Soprattutto nella frazione Cellia molte erano le famiglie che vivevano delle industrie forestali, esercitando con maestria i mestieri di tornitore, sartoria, sediario e barilaio. L'impagliatura delle sedie era eseguita dalle donne, che adoperavano la sala o buda, pianta palustre a foglia lunghe e strette. Poche altre famiglie erano dedite alla confezione di canestri, cesti, panieri, con vimini e canna, ed altre ancora, alla fabbricazione di fiscoli, per i troppiti, altra attività esercitata a Polia, con le resistenti foglie lineari di ampelodesmo, volgarmente detto vutamu.
Il museo “Fortunato Gaccetta”
Arricchisce il patrimonio artistico-culturale di Polia il museo dedicato allo scultore Fortunato Gaccetta.
Nato a Polia nel 1920, le sue prime opere vennero realizzate nella Scuola artigiana calabrese dove i suoi maestri furono Francesco Masdea e Domenico Penna. Alla fine degli anni trenta dovette interrompere il suo apprendistato per andare a combattere in Russia prima e in Germania dopo. Al ritorno dalla guerra si stabilì a Vipiteno-Udine dove conobbe lo scultore Giuseppe Callegari che, avendo notato le sue grandi doti, lo indirizzò a presentarsi presso l'officina del professore e scultore Antonio Benetton. Fu così che riuscì a perfezionare la sua arte e il suo stile anche attraverso una manifestazione interiore che si completa nella concretizzazione della profonda espressione del suo animo. Tra i riconoscimenti ricevuti dall’artista si ricorda la medaglia d’oro a Stoccolma nel 1964, il premio, nel 1967 alla Mostra Internazionale di Stoccarda; nel 1973 la nomina, dalla Santa Sede, a Cavaliere del Lavoro e nel 1990 quella a Principe dell’arte e Maestro della scultura da parte del re di Spagna, Juan Carlos, per l'opera I guerrieri di Spagna.
Le sette chiese
Borgo dai tratti fortemente cristiani, Polia suscita forte interesse dal punto di vista religioso. Nonostante sia piccola dispone di sette chiese, una per ogni frazione e tre dislocate tra la località Gigliara, Pedadace e Santa Croce.
La più antica tra queste è quella dell’Immacolata a Poliolo, che risale al 1605. Fu danneggiata dai terremoti del 1783 e del 1908; al suo interno si conserva un messale di grande prestigio e si ammirano numerosi altari adornati da artistici capitelli e belle cornici.
Piccola, ma significativa, è la chiesetta di Santa Croce che sorge a 700 m di altezza. Costruita intorno al 1780, ricostruita negli anni trenta, è stata recentemente restaurata. In essa si ammira un'antica croce scheggiata dalla moltitudine di fedeli richiamati dalla miracolosità del Sacro Legno. Si raggiunge percorrendo una comoda arteria che parte dalla frazione Cellia lungo la quale è possibile ammirare una caratteristica Via Crucis in bronzo dell'artista Gaccetta.
Nella frazione Trecroci sorge la chiesa parrocchiale della Madonna di Loreto distrutta dal terremoto del 1783 e ricostruita sulla stessa piazza agli inizi del 1800. Il terremoto del 1908 arrecò gravi danni, fu nuovamente ricostruita per volere di don Gregorio Amoroso e, poi, decorata per la benevolenza di Antonio Sorrenti. Al suo interno, in una nicchia alle spalle dell’altare maggiore, si ammira una splendida statua in pietra della Madonna di Loreto. La chiesa della frazione Menniti è dedicata a san Nicola di Bari. Ha una facciata decorata e abbellita da un bassorilievo di ceramica raffigurante il santo patrono; sulla stessa facciata è installato un orologio per iniziativa di mons. Giuseppe Amoroso. Sull'altare è posta la statua della Madonna del Buon Consiglio. In questa chiesa, inoltre, sono conservati un antico Crocifisso, un dipinto raffigurante il Protettore e, al soffitto, un pregevole affresco del pittore Zimatore.
La chiesa di Sant'Enrico Imperatore, infine, sorge a Cellia. Ricostruita nel 1930, conserva la statua lignea del santo patrono, risalente al 1876.
La Santa Croce
Sulla Santa Croce, conservata nell'omonima chiesetta montana, si narra che sia stata realizzata con del legno proveniente dall'orto degli ulivi.
Un giorno un cieco, narra la leggenda, chiese ad un mercante in transito per Polia di fargli avere una scheggia della miracolosa Croce; questi se ne dimenticò e memore, poi, della promessa fatta, decise di portargli un pezzo di legno della sua barca. Il non vedente, animato da una fede profonda, accostata che ebbe la scheggia agli occhi, miracolosamente guarì.

## Società

### Evoluzione demografica
Abitanti censiti

## Infrastrutture e trasporti
Polia è attraversata dalla strada provinciale 46.

## Amministrazione
| Periodo          | Periodo          | Primo cittadino           | Partito                         | Carica                    | Note |
| ---------------- | ---------------- | ------------------------- | ------------------------------- | ------------------------- | ---- |
| 23 aprile 1995   | 13 giugno 1999   | Francesco Natale Sorrenti | Partito Popolare Italiano       | sindaco                   |      |
| 13 giugno 1999   | 13 giugno 2004   | Giuseppe Malta            | lista civica                    | sindaco                   |      |
| 13 giugno 2004   | 15 maggio 2007   | Giuseppe Malta            | lista civica di centro-destra   | sindaco                   |      |
| 15 maggio 2007   | 14 aprile 2008   |                           |                                 | commissario straordinario |      |
| 14 aprile 2008   | 27 maggio 2013   | Carmelo Bova              | lista civica                    | sindaco                   |      |
| 27 maggio 2013   | 10 giugno 2018   | Carmelo Bova              | lista civica "Umiltà e Libertà" | sindaco                   |      |
| 10 giugno 2018   | 8 settembre 2020 | Domenico Amoroso          | lista civica "Insieme Si Può"   | sindaco                   |      |
| 8 settembre 2020 | in carica        | Salvatore Guerra          |                                 | commissario straordinario |      |